# Гиедријус Титенис
Гиедријус Титенис (литв. Giedrius Titenis; Аникшчај, 21. јул 1989) литвански је пливач чија специјалност су трке прсним стилом. Један је од најбољих литванских пливача свих времена са више од сто титула националног првака, вишеструки је национални рекордер, учесник бројних европских и светских првенстава и троструки олимпијац.

## Спортска каријера
Титенис је дебитовао на међународној сцени још као јуниор, на ЕЈОФ-у 2005. у италијанском Лињану, освојивши бронзану медаљу у трци на 200 метара прсним стилом. У наредне две године освојио је још две бронзе у јуниорској конкуренцији, прво на светском првенству у Рију на 200 прсно, а потом и на европском у Антверпену на 100 прсно.
На светским првенствима у великим базенима дебитовао је у Мелбурну 2007, учествујући потом редом на светским првенствима у Риму 2009, Шангају 2011, Барселони 2013, Казању 2015, Будимпешти 2017. и Квангџуу 2019, а најбољи резултат остварио је на првенству у Риму где је освојио бронзану медаљу у трци на 200 прсно.
Титенис се у три наврата такмичио на Олимпијским играма — у Пекингу 2008, Лондону 2012. и Рију 2016, а најбољи резултат постигао је на Играма у Лондону где је у финалу трке на 100 прсно заузео укупно осмо место.